# 河南街道 (公主岭市)
河南街道，是中华人民共和国吉林省长春市公主岭市下辖的一个乡镇级行政单位。

## 行政区划
河南街道下辖以下地区：
正阳社区、朝阳社区、阳光社区和长安社区。